# 林道義
林 道義（はやし みちよし、1937年1月12日 - ） は、日本の経済学者・心理学研究者・評論家。日本ユング研究会会長。

## 経歴
1937年、長野県飯田市生まれ。東京大学法学部に進み、在学中は1958年から1961年まで学生運動に加わり、全学連組織部長として60年安保闘争に参加した。1962年に東京大学を卒業し、同大学大学院経済学研究科に進んだ。指導教官は大塚久雄であった。1968年に博士課程単位取得満期退学。
1970年、東京女子大学専任講師となった。1971年にマックス・ウェーバーについて論じた学位論文『ウェーバー社会学の方法と構想』で経済学博士号を取得。1975年から1976年までドイツ・テュービンゲン大学に留学し、帰国後にカール・グスタフ・ユングの研究に転じてユングの著作の翻訳を手がける。1988年から1989年までスイス・チューリッヒのユング研究所に留学。東京女子大学助教授、後に教授に昇進。2007年に東京女子大学を定年退職した。定年退職時に名誉教授の称号が与えられなかったことを不服として、東京女子大学を批判している。

## 研究内容・業績
- 1996年の『父性の復権』以降はフェミニズムの現状を批判（反フェミニズム）し、『フェミニズムの害毒』(1999)などの著作も多数ある。

## 言論と影響、論争

### ラディカル・フェミニストとの論争
- 林が1998年に出版した『主婦の復権』（講談社）ISBN 9784062091947をめぐって、「わいふ」前編集長・田中喜美子との間で多くの論争があった[4]。林はラディカル・フェミニズムの家族破壊思想を批判した

## 人物
- 趣味は囲碁で、深層心理の観点から囲碁を考察した著作もある。哲学の授業で学生に囲碁を教えた[5]。
- 夫婦ともどもフェミニストとして事実婚を経験したが、「親の思想」を子供に押し付けてはいけないという考えから夫婦の籍を同じにした。

## 家族・親族
- 弟：林紘義は労働の解放をめざす労働者党代表、旧マルクス主義同志会代表、旧社会主義労働者党委員長、共産主義者同盟共産主義の旗派指導者。林道義とは思想が異なり、林を批判する一人でもある。

## 著書
- 『ウェーバー社会学の方法と構想』（岩波書店） 1970
- 『スターリニズムの歴史的根源』（御茶ノ水書房） 1971
- 『反進歩の思想』（木鐸社） 1973
- 『強さの思想と現代文明』（福村出版） 1975
- 『ツァラトゥストラの深層』（朝日出版社） 1979
- 『ユング』（清水書院） 1980、のち新版 2015
- 『無意識の人間学 - ユング心理学の視点から』（紀伊国屋書店） 1981
- 『ユング心理学の方法』（みすず書房） 1987
- 『尊と巫女の神話学 - 日本人の心の原型』（名著刊行会） 1990
- 『日本的な、あまりに日本的な - 東京女子大学哲学科紛争の記録と分析』（三一書房） 1992
- 『囲碁の深層心理学』（三一書房） 1993
- 『囲碁の心理学的上達法』（三一書房） 1994
- 『囲碁の心理的タイプ』（三一書房） 1995
- 『ユング心理学と日本神話』（名著刊行会） 1995
- 『囲碁の心理クリニック』（三一書房） 1996
- 『囲碁入門革命』（誠文堂新光社） 1996
- 『父性の復権』（中公新書） 1996
- 『主婦の復権』（講談社） 1998
- 『図説ユング - 自己実現と救いの心理学』（河出書房新社） 1998
- 『ユング思想の真髄』（朝日新聞社） 1998
- 『父性で育てよ! 親と教師は何をすべきか』（PHP研究所） 1998
- 『フェミニズムの害毒』（草思社） 1999
- 『母性崩壊』（PHP研究所） 1999
- 『母性の復権』（中公新書） 1999
- 『家族破壊』（徳間書店） 2000
- 『無意識への扉をひらく』（PHP新書、ユング心理学入門1） 2000
- 『心のしくみを探る』（PHP新書、ユング心理学入門2） 2001
- 『心の不思議を解き明かす』（PHP新書、ユング心理学入門3） 2001
- 『立派な父親になる』（童話屋） 2001
- 『家族の復権』（中公新書） 2002
- 『囲碁心理の謎を解く』（文春新書） 2003
- 『ユングと学ぶ名画と名曲』（朝日新聞社） 2003
- 『日本神話の英雄たち』（文春新書） 2003
- 『日本神話の女神たち』（文春新書） 2004
- 『父親のための家庭教育のヒント - 幼児期から思春期まで』（日本教文社） 2004
- 『ユングで分かる日本神話』（文春新書） 2005
- 『家族を蔑（さげす）む人々 - フェミニズムへの理論的批判』（PHP研究所） 2005

### 共編著
- 『ウェーバーの思想と学問』（風媒社） 1972
- 『近隣騒音 小さな音の暴力との闘い』（佐野芳子共編、日報） 1974
- 『ユング心理学の応用』（みすず書房） 1988
- 『間違えるな日本人! - 戦後思想をどう乗り越えるか』（徳間書店） 1999 - 小浜逸郎との対談
- 『国を売る人びと - 日本人を不幸にしているのは誰か』（PHP研究所） 2000 - 渡部昇一, 八木秀次との鼎談
- 『家庭教育の再生』（編著、学事出版） 2005

## 翻訳
- 『理解社会学のカテゴリー』（マックス・ヴェーバー、岩波文庫） 1968
- 『ロシア革命論』（ウェーバー、福村出版） 1969
- 『意識の起源史』上・下（エーリッヒ・ノイマン、紀伊国屋書店） 1984 - 1985
- 『青髭 愛する女性を殺すとは?』（ヘルムート・バルツ、新曜社） 1992
- 『愛する人にノーをいう』（ペーター・シェレンバウム、島田洋子共訳、あむすく） 1994

### ユング
- 『元型論』正（カール・グスタフ・ユング、紀伊国屋書店） 1982
- 『元型論』続（カール・グスタフ・ユング、紀伊国屋書店） 1983
- 『タイプ論』（ユング、みすず書房） 1987
- 『ヨブへの答え』（ユング、みすず書房） 1988
- 『心理療法論』（ユング、みすず書房） 1989
- 『個性化とマンダラ』（ユング、みすず書房） 1991
- 『連想実験』（ユング、みすず書房） 1993
- 『転移の心理学』（ユング、磯上恵子共訳、みすず書房） 1994

## 参考
- 『現代日本人名録』（日外アソシエーツ） 2002